# Soemo
Soemo (in latino Sohaemus; ... – 180) è stato un sovrano del Regno di Armenia.

## Biografia
Soemo era principe di Emesa, discendente degli Achemenidi e degli Arsacidi, senatore romano e console.
Tra il 140 e il 144 fu messo sul trono del Regno di Armenia dall'imperatore romano Antonino Pio. Fu rovesciato all'inizio degli anni 160 dai Parti di re Vologase IV, ma a seguito delle campagne partiche di Lucio Vero risalì sul trono armeno nel 163.
Fu nuovamente rovesciato dal satrapo Tiridate all'inizio degli anni 170, ma i Romani intervennero nuovamente e Soemo salì per la terza volta sul trono armeno nel 172 (con una nuova capitale, Caenepolis (Valarshapat).
A Soemo succedette Vologase II (Vologase V di Partia) nel 180. Scelse di farsi seppellire a Garni, invece che nella necropoli reale arsacide di Ani (Kemah): la sua tomba è stata identificata in un edificio greco-romano ionico, precedentemente ritenuto un tempio di Mitra.